# 썸 (신조어)
썸은 ‘정확하지 않은 것’이라는 뜻을 가진 영어 단어 ‘Something’에서 파생된 신조어로, 관심 혹은 호감가는 이성과 잘되어 가는 과정 혹은 사귀기 전에 남녀 사이에서 느끼는 불확실한 감정을 뜻한다. 이 썸과 ‘타다’가 합쳐져 ‘썸을 타다’라고 표현하기도 한다.

## 썸의 등장 배경

### 심리적 요인
김연수 서울대학교 사회과학연구원 연구원은 “썸타기의 성행엔 심리적 요인이 작용한다.”고 설명한다. “요즘 젊은이들은 부모의 과보호 속에서 자라다보니 이성관계에서 파생될지 모르는 어려움을 우선 피하려 든다.”는 것이다. 연애를 아예 안 함으로써 실연에 따르는 좌절감을 경험하지 않으려 한다는 얘기다. 또한 썸타기가 성행하는 다른 요인으로 군중심리를 꼽는다. ‘내 친구도 이성을 가볍게 만나니 나도 그래볼까?’ 하는 동조심리가 20대 사이에서 작동하고 있다는 것이다.
일부 전문가들에 따르면, 요즘 젊은이들은 결혼을 ‘리스크(risk)’로 여기기 때문에 썸이라는 가벼운 만남으로 귀착되고 있다고 한다.

### SNS(소셜 네트워크 서비스)의 발전
이재열 서울대 사회학과 교수는 SNS(소셜 네트워크 서비스)의 등장이 썸타기의 기술적 터전을 제공했다고 본다. 지금처럼 SNS가 발달하기 이전에는 주로 전화통화와 대면접촉을 통해 이성을 사귀었다. 따라서 상대적으로 많은 시간과 비용, 진정성이 요구됐다. 그러나 요즘은 전화통화와 대면접촉은 줄어들고 카카오톡과 같은 SNS의 사용이 증가했다. 이로 인해 남녀 간 가벼운 관계 형성이 용이해졌다는 게 이 교수의 설명이다.

### 미디어의 영향
방송 분야를 연구하는 한 대학교수는 “TV의 예능 프로그램과 드라마가 썸타기를 부추긴다.”고 지적한다.

### 삼포세대~N포세대
흔히 청년들 중 연애, 결혼, 출산을 포기한 사람들은 ‘삼포자’로 불린다. 여기에다 인간관계와 내 집 마련까지 포기한 ‘오포자’, 꿈과 희망까지 포기한 ‘칠포자’가 등장했다. 최근에는 모든 것을 무한대로 포기한다는 ‘N포자’마저 출현한 형국이다. 이 세대들은 연애보다는 부담없는 썸을 선택한다.

## 관련어
- 썸남, 썸녀 : 정식으로 교제하는 것은 아니지만 서로 호감이 있는 남자, 혹은 여자를 말함.

- 썸타다 : 사귀기 전 서로를 알아가며, 친하게 지내기 시작한다는 뜻.

- 어장관리 : 실제로 사귀지는 않고 여러 사람과 동시에 썸을 타는 행위라는 의미를 지닌 신조어. 어부 한 명이 여러 물고기를 어장에서 관리하는 것에서 유래된 말.

- 밀당 : 밀고 당기기의 줄임말. 이성 간의 미묘한 신경전.

- 그린라이트 : 영미권에서 허가, 승인이라는 의미로 쓰이지만 국내에서는 주로 연애와 관련, 「상대방이 자신에게 호감을 표현하는 신호」라는 뜻으로 사용된다. 2013년에 시작한 JTBC의 예능 프로그램 <마녀사냥>의 한 코너인 「그린라이트를 켜 줘/꺼 줘」가 대중적 인기를 얻은 이후, 일상 생활에서도 흔히 쓰이고 있다.[3][4]

## 대중문화 속의 썸

### 대중가요
썸이라는 단어를 대중가요의 가사와 제목에 직접적 혹은 간접적으로 사용하여 썸타는 인간이 가지는 애매모호한 감정을 나타내고 있다.
- "썸"은 소유와 정기고의 노래이다.
- "썸남썸녀"는 마마무와 케이윌의 노래이다.
- "우리 무슨 사이야?"는 애즈원(As one)과 범키의 노래이다.

### TV프로그램
공중파 뿐만 아니라 케이블과 종합편성채널에서도 남녀 사이의 묘한 기류인 썸을 다룬 예능 프로그램이 활발히 제작, 방영되고 있다.
| 프로그램명            | 설명 |
| --------------------- | --- |
| 마녀사냥              | jtbc의 토크쇼이다. '그린라이트를 켜줘'라는 코너에서 출연자들은 사연을 읽고 이성의 행동이 호감의 신호인지, 나만의 착각인지 헷갈리는 상황을 판단한다. 즉, 타인의 시선으로 썸을 판별해주는 것이다. |
| 5일간의 썸머          | jtbc의 시사/교양 프로그램이다. 8부작으로 제작되어 연인 사이로 오해 받거나 화제가 되었던 남녀 연예인 6명이 출연해 해외여행을 통해 썸을 확인한다.                                                 |
| 썸남썸녀              | 애인이 없는 남녀스타들이 모여 사랑에 대해 고민하고 공감하며 진정한 사랑이 무엇인지 찾아가는 SBS 예능프로그램이다.                                                                               |
| 코미디빅리그 中 썸&쌈 | tvN의 코미디빅리그의 한 코너로, 사귀는 듯 아닌 듯 미묘한 남녀관계를 개그를 통해 표현한다. |